# Área metropolitana de Breslavia
El área metropolitana de Breslavia consiste en la ciudad de Breslavia y en una serie de localidades menores ubicadas en el voivodato de Baja Silesia (Polonia), ya que esta ciudad ha sido la capital históricamente de la región de Silesia, que se localiza al sur de Polonia e incluso algunas zonas de la actual Chequia es una ciudad muy importante y una de las más avanzadas del país.
En total, el área metropolitana de Breslavia se extiende por una superficie de 1.582.2 km² y cuenta con una población de 1,307 millones de habitantes, de los cuales el 82% corresponden a la ciudad de Breslavia, respectivamente. Tiene una densidad de población de 827 hab/km².
Es la tercera área metropolitana por población de Polonia, detrás de la conurbación de Silesia Superior y el área metropolitana de Varsovia

## Composición
El área metropolitana de Breslavia se compone de la ciudad de Breslavia y de aproximadamente 30 pequeños municipios ubicados a su alrededor (entre las que destacan se encuentran las ciudades más alejadas de su área Legnica y Lubin), como se muestra en la tabla siguiente.
| Distrito (Powiat)  | Municipio           | Superficie (en km²) | Población(1) |
| ------------------ | ------------------- | ------------------- | ------------ |
| Baja Silesia       |                     |                     |              |
| —                  | Breslavia           | 292,90              | 633.128      |
| Gmina Długołęka    | Kiełczów            | 14,03               | 05.722       |
| Gmina Długołęka    | Długołęka           | 13,98               | 03.620       |
| Gmina Długołęka    | Mirków              | 16,49               | 01.214       |
| Gmina Długołęka    | Domaszczyn          | 12,34               | 05.895       |
| Gmina Siechnice    | Radwanice           | 09.83               | 12.328       |
| Gmina Siechnice    | Siechnice           | 15,63               | 03.851       |
| Gmina Siechnice    | Święta Katarzyna    | 12,72               | 09.701       |
| Gmina Siechnice    | Żerniki Wrocławskie | 03,89               | 01.427       |
| Gmina Kobierzyce   | Bielany Wrocławskie | 38,06               | 22.155       |
| Gmina Kobierzyce   | Tyniec Mały         | 15,37               | 11.508       |
| Gmina Zakliczyn    | Wróblowice          | 22,05               | 06.909       |
| Gmina Wałbrzych    | Wałbrzych           | 84,70               | 125.773      |
| Gmina Wałbrzych    | Świdnica            | 22,16               | 62.317       |
| Gmina Lubin        | Lubin               | 40,77               | 77.595       |
| Gmina Miękinia     | Lutynia             | 17,51               | 01.757       |
| Gmina Miękinia     | Mrozów              | 15,43               | 01.200       |
| Gmina Miękinia     | Miękinia            | 20,11               | 06.138       |
| Gmina Miękinia     | Krępice             | 02,70               | 01.301       |
| Gmina Środa Śląska | Kryniczno           | 07,13               | 05.352       |
| Gmina Środa Śląska | Środa Śląska        | 32,45               | 18.648       |
| Gmina Wisznia Mała | Krzyżanowice        | 01,61               | 01.012       |
| Gmina Wisznia Mała | Malin               | 08,39               | 02.459       |
| Gmina Wisznia Mała | Psary               | 03,22               | 08.150       |
| Gmina Wisznia Mała | Kryniczno           | 05,63               | 10.133       |
| Gmina Wisznia Mała | Szymanów            | 13,09               | 06.186       |
| Gmina Oława        | Oława               | 27,34               | 31.908       |
| Gmina Oława        | Jelcz-Laskowice     | 17,06               | 17.196       |
| Gmina Oleśnica     | Oleśnica            | 20,96               | 37.951       |
| Gmina Trzebnica    | Trzebnica           | 08,36               | 13.180       |
| Gmina Wołów        | Wołów               | 18,54               | 13.386       |
| Gmina Legnica      | Legnica             | 56,29               | 104.178      |
| TOTAL              | TOTAL               | 1.877,40            | 1.307.052    |